# Бреславский, Сергей Владимирович
Сергей Владимирович Бреславский (21 января 1961 — 27 августа 2011) — советский и российский военный, полковник ВС РФ, командир 22-й отдельной гвардейской бригады специального назначения (с декабря 1994 по декабрь 1995 года), кандидат военных наук.

## Биография

### Ранние годы
Родился 21 января 1961 года. Отец — Владимир Евгеньевич Бреславский, полковник ГРУ, один из первых командиров групп специального назначения. После 8-го класса поступил в Московское суворовское военное училище, которое успешно окончил.
После Московского суворовского военного училища поступил на разведывательный факультет Киевского высшего общевойскового командного училища, который окончил в 1982 году (7-я рота). После окончания был распределён в 3-ю отдельную гвардейскую бригаду специального назначения, служил в ГСВГ. Последующую службу проходил в формированиях специального назначения ГРУ Генерального штаба ВС СССР и ВС РФ, осенью 1986 года участвовал в учениях на Широколановском военном полигоне под Николаевым, работая в составе армейской роты 14-й армии.

### Афганистан
Участник войн в Афганистане, Таджикистане, Чечне и Дагестане, а также миротворческих миссий в Югославии. Во время Афганской войны командовал ротой 6-го отдельного отряда специального назначениях в Лашкаргахе. С мая по декабрь 1987 года личным составом 1-й роты отряда было захвачено множество вооружения (в том числе патроны к стрелковому оружию разных калибров, артиллерийские оружия и снаряды к ним), крупные суммы денег и автомобили. Захвачено 7 человек, перехвачена переписка полевых командиров и лидеров исламских партий. Также уничтожено множество вражеских единиц техники и оружия.
За успешные действия роты под своим командованием Бреславский был назначен заместителем командира отряда и представлен к ордену Красной Звезды. Согласно записи в дневнике от 26 мая 1988 года, вечером того же дня он был представлен батальону специального назначения в составе 3-го отряда в связи с заменой командования; капитана Бреславского представил батальону начальник штаба 22-й отдельной бригады спецназа подполковник Коновальчиков. Позже Бреславский командовал 173-м отдельным отрядом специального назначения.

### После распада СССР
В 1992 году он окончил разведывательный факультет Военной академии имени М. В. Фрунзе. Кандидат военных наук, автор публикаций о тактике применения и действий подразделений специальной разведки в условиях современных военных конфликтов. Был одним из сторонников учреждения сил специальных операций в Вооружённых силах РФ.
После окончания Военной академии был назначен командиром батальона 16-й отдельной бригады специального назначения. В 1993 году во главе 370-го отдельного отряда специального назначения направлен в Таджикистан, где шла гражданская война. В 1994 году назначен начальником штаба 22-й отдельной бригады специального назначения, в конце 1994 года возглавил бригаду во время Первой чеченской войны. Командовал бригадой с декабря 1994 по декабрь 1995 года.
Бреславский участвовал в спасении бойцов 22-й бригады, попавших в плен в начале января 1995 года, вместе с начальником штаба бригады Олегом Мартьяновым и заместителем министра по делам национальностей Кимом Цаголовым. Однако, по словам журналиста Сергея Козлова, из-за неких интриг внутри ГРУ его сняли с командования. Позже он стал заместителем командира миротворческой бригады, нёсшей службу в Югославии.
Сергей Владимирович Бреславский скончался 27 августа 2011 года после тяжёлой болезни. Незадолго до этого умер и его отец. Прощание состоялось 29 августа в траурном зале Центрального клинического госпиталя имени Бурденко. Сергей Владимирович был похоронен на Хованском кладбище.

## Личная жизнь
Из увлечений были игра на фортепиано и гитаре, а также пение.
Семья Сергея Бреславского долгое время жила в общежитии академии, а затем в служебной квартире: отдельную квартиру ему не выделяли вплоть до его смерти.

## Награды
Кавалер четырёх орденов:
- Орден Красного Знамени
- Орден Красной Звезды
- Орден «За военные заслуги»
- Орден «За личное мужество»